# Le Coudray-Montceaux
Le Coudray-Montceaux  [lǝ kud̪ʁɛ mɔ̃so] je francouzská obec v departementu Essonne v regionu Île-de-France. Leží 34 kilometrů jihovýchodně od Paříže.

## Jméno obce
Původ jména není znám. V roce 1793 vznikly dvě obce pod názvy Le Coudray a Montceaux, které se roku 1839 spojily v jednu.

## Geografie
Sousední obce: Corbeil-Essonnes, Morsang-sur-Seine, Nandy, Saint-Fargeau-Ponthierry, Auvernaux, Chevannes a Mennecy.
Obcí protéká řeka Seina.

## Památky
- kostel Nanebevzetí Panny Marie

## Vývoj počtu obyvatel
Počet obyvatel

## Doprava
Obec je dostupná autobusy a RER D.